# Sporobolus novoguineensis
Sporobolus novoguineensis är en gräsart som beskrevs av Baaijens. Sporobolus novoguineensis ingår i släktet droppgräs, och familjen gräs. Inga underarter finns listade i Catalogue of Life.